# Rubén Espinoza (zapaśnik)
Rubén Espinoza Vedia (ur. 28 lutego 1985) – boliwijski zapaśnik walczący w obu stylach. Zajął 27 miejsce na mistrzostwach świata w 2018. Ósmy na mistrzostwach panamerykańskich w 2014. Trzeci na igrzyskach Ameryki Południowej w 2006 roku.